# Гейзел Мак-Каліон
Гейзел Мак-Каліон, (уроджена Журн́о; 14 лютого 1921 — 29 січня 2023) — канадська політична діячка і бізнесвумен, яка служила як мер міста Місісаґа, Онтаріо з 1978 до 2014 року. вона перший і нині діючий канцлер у коледжі Шерідан. Кавалер Ордена Канади.
Гейзел Мак-Каліон вперше була обрана у листопаді 1978 року, і була найстарішим мером в історії міста, прослужила 36 років на момент виходу на пенсію в 2014 році. вона перемогла у 12 муніципальних виборах, двічі вигравши первинні вибори і 10 разів шляхом переобрання. Її прихильники дали їй прізвисько «ураган Гейзел» за її прямий і відвертий політичний стиль.

## Особисте життя
Маккаліон народилась у громаді містечка Порт-Даніель на півострові Ґаспе у Квебеку. Її батько, Ербер Арман Журно (1879—1944), володів рибно-консервною компанією. Її мати, Аманда Мод Траверс (1876—1955), була домогосподаркою і керувала родинною фермою. У Гейзел було з двоє старших сестер і двоє старших братів. Після закінчення середньої школи в м. Квебек, вона відвідувала бізнес-школу секретарів у Квебеку]] і в Монреалі. Отримавши диплом з відзнакою, вона мала бажання продовжити навчання в університеті, але її родина не могла собі цього дозволити. Розпочала трудову кар'єру в Канадському відділенні Компанії «Келлоґ» (англ. Kellogg Company) у Монреалі, звідки її перевели в Торонто в 1942 році, де вона допомогла створити місцеве відділення. Гейзел залишила діловий світ у 1967 році, щоб присвятити своє життя кар'єрі в політиці.

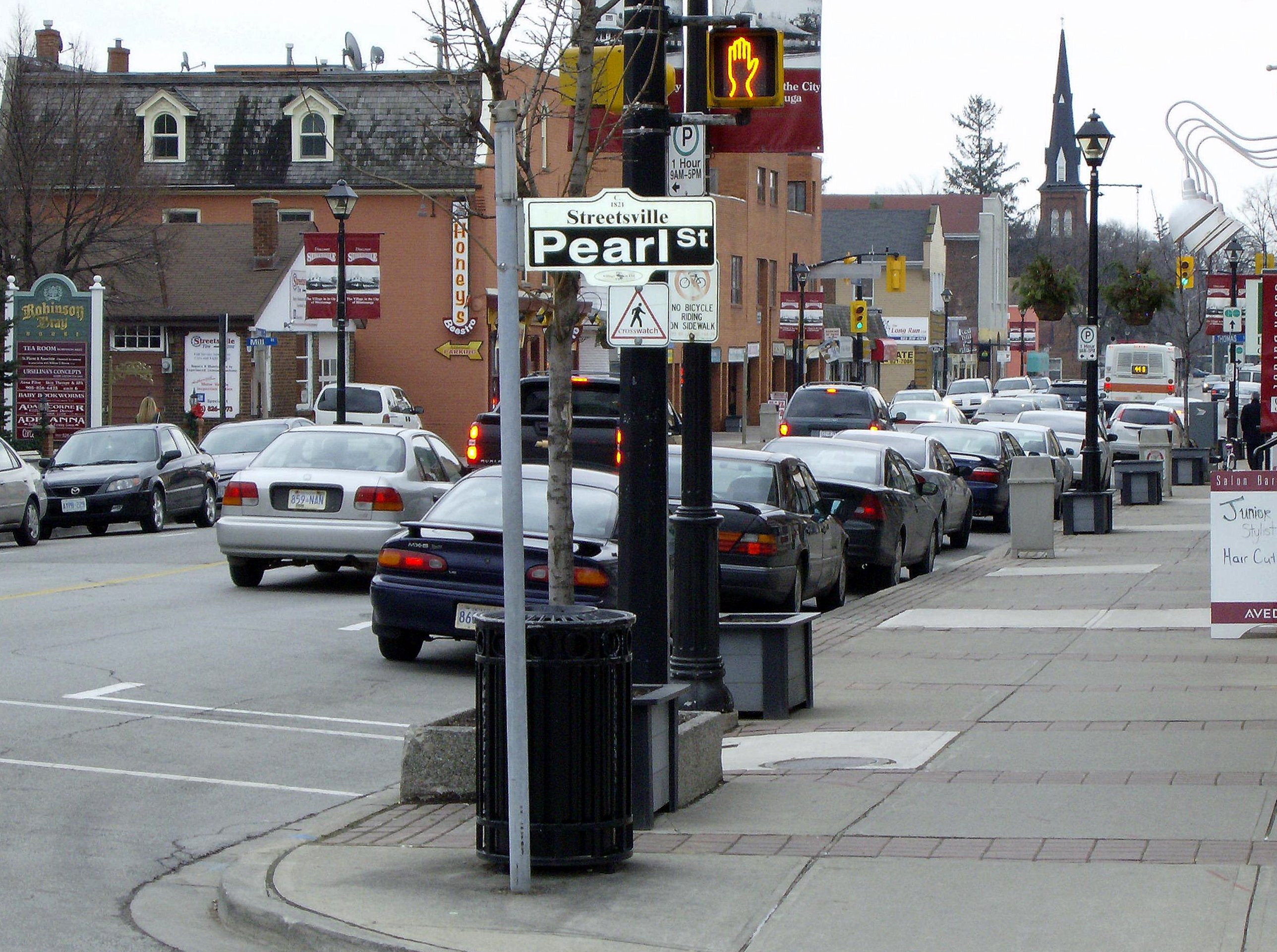
Центр Стрітсвілля

Вона зустріла свого майбутнього чоловіка, Сема Мак-Каліона (1923-97), в англіканській церкві в Торонто в 1951 році, і вони одружилися 29 вересня того ж року. Як шлюбний подарунок від родини Мак-Каліон, молодята отримали ділянку землі в районі селища Стритсвіл, Онтаріо, до якого вони переїхали в грудні 1951 року. У Мак-Каліонів народилось троє дітей. У 1997 році, її чоловік помер від хвороби Альцгеймера. Вона живе в Стритсвилл.
До приходу в політику, вона і її чоловік заснували місцеву газету The Streetsville Booster у 1964 році.

## Політична кар'єра

### Перші роки
Маккаліон почала свою політичну кар'єру в Стрітсвілі. Вперше вона балотувалась у 1964 році на посаду заступника голови міської управи. Кампанія виявилася невдалою, і пізніше вона вважала себе жертвою брудних махінацій.. Після призначення головою Планової комісії Стрітсвіля, вона була обрана віце-головою на виборах 1967 року, а потім — призначена виконувачем обов'язків голови в 1968 році. У 1970 виграла вибори на Стрітсвільського голову в 1970 році, і займала цю посаду до 1973. Місто Стрітсвіль було об'єднане з містечками Міссісаґа та Порт-Кредит з утворенням міста Міссісаґа на початку 1974 року. Мак-Каліон добивалась збереження муніципального статусу Стрітсвіля, але без успіху. Однак у 1976 році на муніципальних виборах, Гейзел Мак-Каліон завоювала своє місце раді Місісаґи без голосування за одностайним схваленням англ. elected by acclamation.
До часу, коли вона була обрана мером Місісаґи, вона брала участь у роботі дослівно кожного комітету регіонального муніципалітеті Піл та міста Місісаги. Вона також працювала у виконавчих органах багатьох федеральних і провінційних комітетів та асоціацій.

### Мер Місісаґи

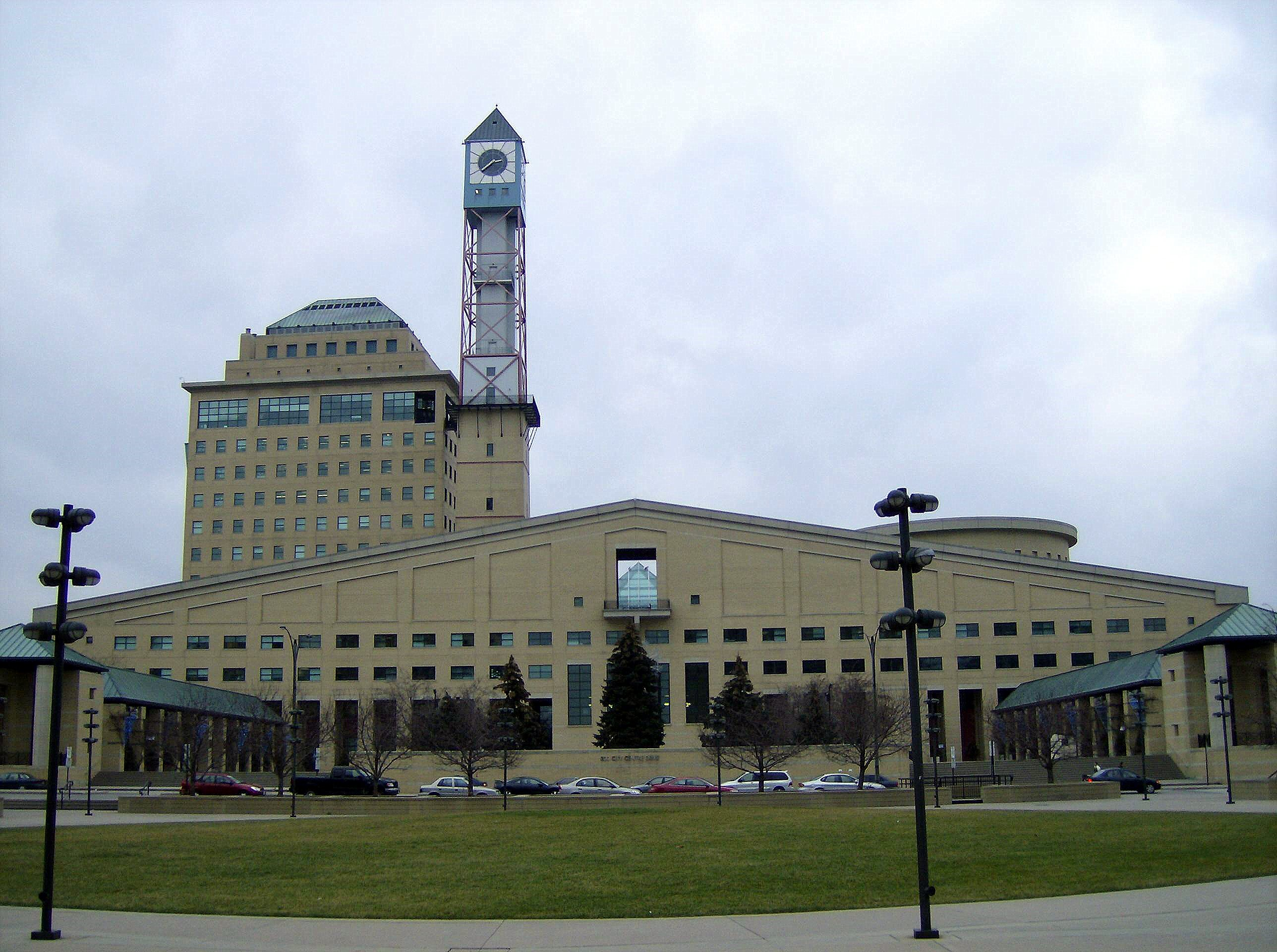
Мерія міста Місісаґи

Гейзел Мак-Каліон була вперше обрана мером в 1978 році, перемігши популярного тоді чинного мера Рона Сірла з перевагою у близько 3000 голосів. Після перших кількох місяців її головування у 1979 році на території міста сталася аварія поїзда канадської Тихоокеанської залізниці, який перевозив токсичні хімікати. Вагони зійшли з рейок у густонаселеному районі поруч з Мевіс-Роуд. Великий вибух і пожежа спричинила викид небезпечних хімічних речовин. Мак-Каліон, разом з керівництвом регіональної поліції та інших державних органів, керувала евакуацією міста. Незважаючи на те, що підвернула ногу, вона продовжувала проводити прес-конференції та брифінги щодо ситуації. Не сталося жодних смертельних випадків або серйозних травм у ході тижневої надзвичайної ситуації, і Місісаґа стала відомою завдяки спокійній евакуації усіх її 200 тис. мешканців.
Протягом перебування Мак-Каліон на посаді міського голови, Місісаґа виросла з конгломерату малих містечок і селищ в одне з найбільших міст Канади. Одним з факторів зростання стало керівництво федеральним урядом французьких націоналістів Рене Левека з партії Квебеку, яке спровокувало масове переселення англомовного населення і багатьох корпорацій з Монреаля до «Великого Торонто» (англ. Greater Toronto Area, GTA).

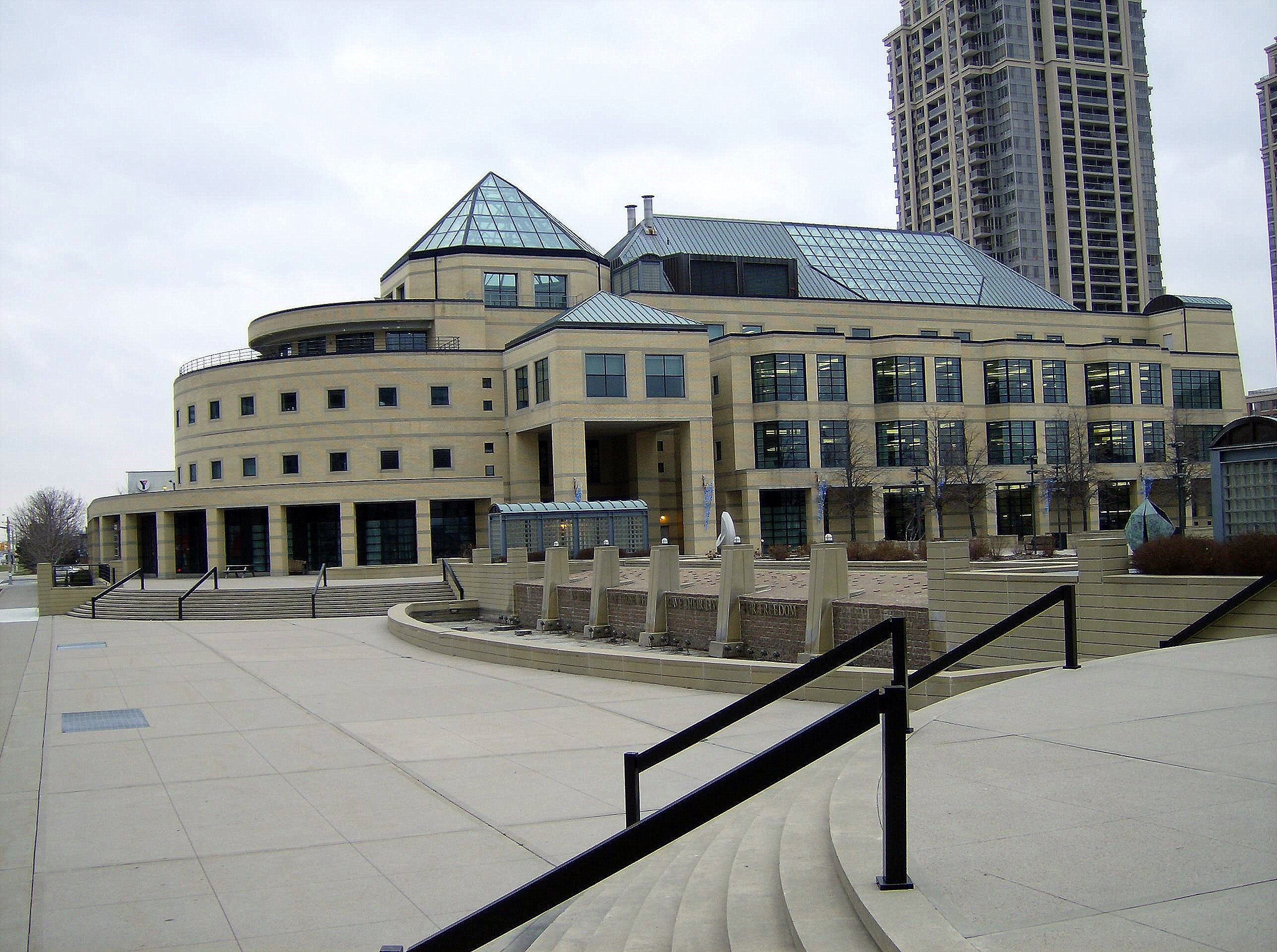
Центральна Бібліотека Міссісаґа.

Гейзел Мак-Каліон легко обиралася протягом всієї своєї кар'єри на посаду мера, без серйозних претендентів, які б мали серйозні шанси замінити її. Вона ніколи не агітував під час виборів і відмовилась приймати пожертви на політичні цілі, натомість просила своїх прихильників пожертвувати гроші на благодійність. Її останній термін на посаді мера, з перемогою на виборах у жовтні 2010 року, був її дванадцятим підряд терміном. Вона оголосила під час її останнього терміну, що не буде переобиратися на муніципальних виборах 2014 року і підтримала кандидатуру Бонні Кромбі, щоб замінити її на посаді мера. Кромбі перемогла колишнього члена міської ради, депутата провінційного парламенту та федерального Кабінету міністрів Стіва Магоні, отримавши перемогу на муніципальних виборах 2014 року.
У 2012 році Гейзел Мак-Каліон була третім найбільш високооплачуваним мером в Канаді, із зарплатою $187,057.
В інтерв'ю від першої особи для канадського журналу Confidence Bound, Мак-Каліон назвала джерелом своєї енергії свою віру, а також сказала, що досі справляється з хатньою роботою. «Хатня робота і садівництво — це прекрасна фізична вправа і сприяє скромності.»
На її 90-й день народження в 2011 році Мак-Каліон пройшла обстеження доктора Барбари Клайв, геріатра, яка заявила, що «в 90 її хода ідеальна, її мова незмінно гостра і вона має достатньо енергії провадити цим містом. Вона може бути виступати моделлю в ролі ідеальної старшої пані».

### Звинувачення в конфлікті інтересів
У 1982 році Мак-Каліон була визнана винною в конфлікті інтересів Верховним Судом Онтаріо, у зв'язку з тим, що вона не утрималась від участі в засіданні Ради з питання, в якому вона була зацікавлена. Чинний у 1983 році Муніципальний Акт про конфлікт інтересів вимагав від неї покинути її пост і забороняв їй балотуватися на наступний термін.
У 2009 році Мак-Каліон потрапила в центр уваги громадської думки, коли стверджувалося, що вона не повідомила про конфлікт інтересів, беручи участь у засіданнях, які стосувалися компанії її сина World Class Developments Ltd. 3 жовтня 2011 року, суддя Даглас Каннінґем визнав дії Мак-Каліон, як «реальний і очевидний конфлікт інтересів, коли наполягання на операціях з нерухомістю могли б покласти мільйони доларів до кишень її сина»., однак 14 червня 2013 року, звинувачення згідно Муніципального Акту про конфлікт інтересів були відхилені, оскільки компанія її сина не могла мати фінансових інтересів, як це визначено згідно з Актом, і також отримання подібної вигоди було заборонене статутом самої компанії.. У більш пізній постанові стосовно сумнівних рішень, суддя J. Sproat сказав: «з семи основних претензій, мер Мак-Каліон успішно відхилила тільки три. І два з трьох питань, мер Мак-Каліон успішно відхилила не через якусь доброчесність і чистоту намірів, але тільки тому, що World Class Developments Ltd. не встиг зробити справжніх порушень.»

### Політичні погляди
У той час як партійні уподобання зазвичай не виражаються в канадській політиці на муніципальному рівні, Гейзел Мак-Каліон підтримує ліберальну партію на федеральному і провінційному рівнях, і їй пропонувалось у 1982 році балотуватись на керівника Ліберальної партії у провінції Онтаріо.. Вона підтримала Кетлін Винн на виборах лідера Ліберальної партії Онтаріо в 2013 році і згодом підтримала кандидатуру Джастіна Трюдо на загальнонаціональних виборах. У іншому випадку, кореспондент описує позицію Мак-Каліон як «консервативну з маленької літери „к“».. У 2014 році публічно підтримала кандидатуру пов'язаної з лібералами Бонні Кромбі на своє місце, а останні дні перед федеральними виборами 2015 року вона з'явилася в телевізійній рекламі на підтримку лібералів.
У 2007 у відповідь на рішення федерального уряду заморозити відрахування від прибуткового податку (англ. GST, Goods and Services Tax (Canada)) на користь міських бюджетів, всупереч наполегливим проханням багатьох муніципалітетів по всій Канаді, Гейзел Мак-Каліон запровадила 5-відсоткове стягнення з податку на нерухомість у місті. Причому вона змогла подати запит на цей податок і затвердити його рішенням Міської ради Міссісаґи в той самий. Більшість ЗМІ, а також мер Торонто Девід Міллер відзначили, що Мак-Каліон була, мабуть, одним з небагатьох мерів в країні з таким політичним капіталом, який дозволив їй використати цей податковий інструмент без спротиву Ради.

## Після політики
В лютому 2015 року, Мак-Каліон стала спеціальним радником університету Торонто в Місісазі (УТМ), в Міссісазькому кампусі університету Торонто. Вона буде консультувати в питаннях стратегічного розвитку навчального закладу. На додаток до її ролі в УТМ Мак-Каліон була призначений першим канцлером коледжу Шерідан в 2016 році.

## Визнання

### Відзнаки
Вона була нагороджена такими нагородами:
- 2003: Відзнака «За лідерство в державній службі» (англ. Leadership in Public Service Award) від Міжнародної ради економічного розвитку (англ. International Economic Development Council), за більш ніж 10 років служби в муніципальному секторі.
- 2005: Друге місце в Світовому конкурсі мерів (англ. World Mayor Award), після Дори Бакоянніс, мера Афін.
- 2009: Member of the Order of Canada.
- 2010: почесний докторат Торонтського університету.
- 2012: Shahid Rassam представив портрет Гейзел Мак-Каліон у Галереї Східноазійського мистецтва на підтримку Фонду дитячої лікарні англ. SickKids Foundation.
- 2014: Order of the Rising Sun, 4th Class, Gold Rays with Rosette за підтримку японського підприємництва в Міссісазі та зміцнення Японсько-Канадських стосунків.
- Орден «За заслуги перед Федеративною Республікою Німеччина» за її підтримку входження німецьких компаній на канадський ринок.

### Епоніми
На її честь були названі:
- Hazel McCallion Senior Public School
- Hazel McCallion Academic Learning Centre, University of Toronto Mississauga
- Hazel McCallion Centre for Heart Health, Mississauga Hospital
- Hazel McCallion Campus, Sheridan College
- Hazel McCallion Canada Day Parade, Port Credit

### Досягнення
- Мак-Каліон створила у Великому Торонто Комітет мерів у 1992 році. Вона зібрала 30 мерів, а пізніше додався голова столичного Торонто і чотири регіональні члени для налагодження співпраці для економічного стимулювання в GTA. З 1992 року по січень 2000 року комітет, під головуванням Мак-Каліон, сильний вплив на ключові питання, що впливають на майбутнє на агломерації Великого Торонто.
- Вона є засновником і почесним співголовою Маркетингового Альянсу Великого Торонто.
- У 1996 році Мак-Каліон була призначена на «панель Хто Що Робить». Вона була призначена головою двох суб-панелей: реформування оцінювання і оподаткування нерухомості та екстрених служб.
- Вона представляла Асоціацію муніципалітетів Онтаріо на Комітеті з реформування електропостачання Міністерства енергетики, науки та техніки.
- Мак-Каліон є першою жінкою, що зайняла настільки значні посади президента торгової палати Стрітсвілля і району, президентв Англіканської Молодіжної Асоціації Канади, мера Стрітсвілла і мера Міссісаґи.
- Вона відповідала за створення організації «Надія Гейзел», яка сприяє охорони здоров'я для дітей, які страждають на СНІД та ВІЛ у Південній Африці.
- Мак-Каліон проводиться щорічний гала-бенкет в Міссісазі, щоб зібрати гроші на розвиток мистецтва і культури в місті.

### Хокей
Маккаліон виступала у професійній жіночої хокейній команді під час навчання в Монреалі. Вона почала грати в хокей наприкінці 1920-х років у місті Порт-Деніел, Квебек. Вона грала зі своїми двома сестрами і була нападником у своїй команді. Мак-Каліон пізніше грала у хокей з платнею $5 за гру в Монреалі. Команда була спонсорована Кік Кола і була частиною Ліги з трьох жіночих команд.
На 1987 Світовому жіночому хокейному турнірі (невизнана ІІХФ), Кубок першості був названий Кубком Світу ім. Гейзел Мак-Каліон. у свій час, Мак-Каліон була членом правління Жіночої хокейної ліги Онтаріо, і відіграла важливу роль у будівництві Герші-центру в Міссісазі. Мак-Каліон допомогла групі Дона Черрі привести до міста франшизу Хокейної ліги Онтаріо в 1998 році, і вона зіграла важливу роль у залученні жіночого чемпіонату світу ІІХФ з хокею в місто в 2000 році.

### Міжнародна політика
Маккаліон була однією з перших канадських політиків, що відкрито підтримали створення Палестинської держави. Виступаючи на щорічному з'їзді канадської арабської Федерації в 1983 році, вона заявила, що палестинські проблеми були спотворені національними засобами масової інформації, і сказала, «Палестинці вимагають і потребують і заслуговують власну державу. Чому б їм не зробити її?»

### Інше
У квітні 2006 року виникла екстрена ситуація з залученням поліційних сил, коли неврівноважений чоловік погрожував убити себе. Цей шантаж закінчився через п'ять годин протистояння, коли Мак-Каліон взяла ініціативу на себе з вимогою до шантажиста відступити, щоб поліція, парамедики і пожежний персонал могли зайнятися вирішенням важливіших питань.

## Книга про неї
- Urbaniak, Tom (2009). Her Worship: Hazel McCallion and the Development of Mississauga. Toronto: University of Toronto Press. ISBN 978-0-8020-9902-0. Архів оригіналу за 10 жовтня 2014. Процитовано 4 липня 2016.

## Виноски
1. ↑  пізніше об'єднану з Mississauga News, і є чкладовою частиною Metroland - групи видань місцевих громад.